# Bourmont
Bourmont korábbi község Franciaországban, Haute-Marne megyében. Lakosainak száma 332 fő (2018. január 1.). Bourmont Goncourt, Graffigny-Chemin, Illoud, Nijon, Saint-Thiébault, Sommerécourt, Vaudrecourt, Bourg-Sainte-Marie és Brainville-sur-Meuse községekkel határos.
2016. június 1-jén Nijon korábbi községgel egyesült és az így létrejött Bourmont-entre-Meuse-et-Mouzon új község része lett.

## Népesség
A település népességének változása:
| Lakosok száma | 722  | 720  | 697  | 598  | 533  | 540  | 506  | 577  | 467  | 332  |
|               | 1962 | 1968 | 1975 | 1990 | 1999 | 2008 | 2013 | 2016 | 2017 | 2018 |